# Górowiórka czarnobrzucha
Górowiórka czarnobrzucha (Glyphotes simus) – gatunek ssaka z podrodziny wiewiórczaków (Callosciurinae) w rodzinie wiewiórkowatych (Sciuridae).

## Zasięg występowania
Górowiórka czarnobrzucha zamieszkuje góry na Borneo w stanach Sabah i Sarawak na wysokości 1000–1700 m n.p.m..

## Taksonomia
Gatunek i rodzaj po raz pierwszy opisał w 1898 roku angielski teriolog Oldfield Thomas. Jako miejsce typowe odłowu holotypu Thomas wskazał Kinabalu, w północnym Borneo. Jedyny przedstawiciel rodzaju górowiórka (Glyphotes).

### Etymologia
- Glyphotes: gr. γλυφω gluphō – grawerować, dłutować[6].
- simus: gr. σιμος simos – zadarto-nosy[7].